# Herb Dobrzan
Herb Dobrzan – jeden z symboli miasta Dobrzany i gminy Dobrzany w postaci herbu.

## Wygląd i symbolika
Herb przedstawia w polu srebrnym na pasie błękitnym czerwoną łapę gryfa ze złotymi pazurami.
Jest to uszczerbiony herb książąt pomorskich.

## Historia
Wizerunek herbowy znany jest od XIV wieku. Ustanowiony przez Radę Miejską 11 listopada 2012 roku.